# Neusäß
Neusäß este un oraș din districtul Augsburg, regiunea administrativă Șvabia, landul Bavaria, Germania.